# 小行星9581
小行星9581是一颗围绕太阳公转的小行星。1990年2月24日，天文学家亨利·德波鸿诺在拉西拉天文台发现了此天体。
这颗小行星的绝对星等为288.5962024639329等。